# ستابيلو
ستابيلو هي شركة ألمانية تصنف الرتبة الثانية بعد فابير-كاستل لصنع أدوات الكتابة والرسم والأقلام اللبدية يقع مقرها بفرنسا.
موقعها على الشبكة العنكبوتية
www.stabilo.com
منتوجات ستابيلو:
منتوجات الكتابة: بوينت 88، بوينت 88 ميني، سينسور، موف، مولور كيلا، إيزي أوريجنال، إيزي جل
بوينت فيسكو، بايونيك، كالت دايناميك، بلاك
أقلام الرصاص : إيزي غراف، إيزي إيرغو، غرين غراف، أوتيلو
منتوجات التظليل : بوس أوريجنال، نافيغيتر، لومينيتور، سوينغ كليك، سوينغ كول، فلاش، بوس ميني
منتوجات التلوين: غرين تريو، إيزي كولورز،تريو، أكواكولور، كارب أوثيليو، كولور، أوريجنال
الأقلام اللبدية: 68، تريو سكريبي، ميني 68، باور ماكس، باور، كابي.